# Christoph Meleschnig
Christoph Meleschnig (* 7. Oktober 1997 in Kärnten) ist ein ehemaliger österreichischer Handballspieler, der dem Kader des österreichischen Erstligisten SG Handball West Wien angehörte.

## Karriere
Der gebürtige Kärntner begann mit dem Handballspielen in seiner Heimatstadt beim SC Ferlach. Im Alter von 15 Jahren verließ er Kärnten, wechselte zum Vöslauer HC und besuchte die Handballakademie Bad Vöslau, auf der er maturierte. Im Jahr 2013 wechselte er zum HLA-Verein SG Handball West Wien, bei dem er bis 2020 unter Vertrag stand.
Er spielte ebenso im Junioren-Nationalteam des Jahrgangs 1996 und jünger.
Im August 2016 verletzte er sich im Training schwer und musste wegen einer Schädeldecken- und Kieferhöhlenfraktur operiert werden.
Meleschnig beendete im Januar 2020 aus beruflichen Gründen seine Karriere.